# Matthieu Chabrol
Matthieu Chabrol (Parijs, 21 december 1956) is een Frans filmcomponist en acteur.

## Leven en werk

### Afkomst
Chabrol werd geboren als de tweede zoon van Claude Chabrol en diens eerste vrouw, Agnès Goute. Hij is de halfbroer van acteur Thomas Chabrol. 

### Eerste stappen
Hij debuteerde in 1974 met het schrijven van de muziek voor La Bonne Nouvelle, een korte film van André Weinfeld waarin zijn vader en zijn broer Thomas de hoofdrollen speelden. Daarna verzorgde hij de filmmuziek van enkele televisiefilms, voornamelijk gedraaid door zijn vader. 

### Claude Chabrol
Met zijn muziek voor de lange speelfilm Les Fantômes du chapelier (1982) volgde hij zijn voormalige leraar Pierre Jansen op als huiscomponist voor de films van zijn vader. Als acteur was hij te zien in het drama Jours tranquilles à Clichy (1990), zijn vaders verfilming van Henry Millers gelijknamige roman uit 1956.

## Filmografie[1]
- 1974 - La Bonne Nouvelle (André Weinfeld) (korte televisiefilm)
- 1982 - Les Fantômes du chapelier
- 1984 - The Blood of Others
- 1985 - Poulet au vinaigre
- 1986 - Inspecteur Lavardin
- 1986 - Masques
- 1987 - Le Cri du hibou
- 1988 - Une affaire de femmes
- 1990 - Jours tranquilles à Clichy
- 1991 - Madame Bovary
- 1992 - Betty
- 1994 - L'Enfer
- 1995 - La Cérémonie
- 1997 - Rien ne va plus
- 1999 - Au cœur du mensonge
- 2000 - Merci pour le chocolat
- 2003 - La Fleur du mal
- 2004 - La Demoiselle d'honneur
- 2006 - L'Ivresse du pouvoir
- 2007 - La Fille coupée en deux
- 2009 - Bellamy